# Emerald Isle
Emerald Isle é uma cidade  localizada no estado norte-americano de Carolina do Norte, no Condado de Carteret.

## Demografia
Segundo o censo norte-americano de 2000, a sua população era de 3488 habitantes.
Em 2006, foi estimada uma população de 3716, um aumento de 228 (6.5%).

## Geografia
De acordo com o United States Census Bureau tem uma área de
13,7 km², dos quais 13,6 km² cobertos por terra e 0,1 km² cobertos por água.

## Localidades na vizinhança
O diagrama seguinte representa as localidades num raio de 12 km ao redor de Emerald Isle.